# Сердюк Андрій Савелійович
Андрій Савелійович Сердю́к (нар. 24 серпня 1923, Бровари - 13 червня 2000, Київ) — український співак (тенор).

## Біографія
Народився 24 серпня 1923 року в місті Бровари (тепер Київська область, Україна). Брав участь у німецько-радянській війні. У 1954 році закінчив Київську консерваторію (клас М. В. Микиші), з 1957 року — соліст Київської філармонії.

## Творчість
У репертуарі — твори світової й української класики, радянських композиторів — П. Майбороди, А. Кос-Анатольського, В. Соловйова-Сєдого, українські народні пісні.

## Відзнаки
- нагороджений орденом Червоної Зірки (1 серпня 1979[1]), медалями;
- народний артист УРСР з 1982 року.